# Victor Prosch
Ferdinand Victor Alphons Prosch (Copenaghen, 25 novembre 1820 – Copenaghen, 29 luglio 1885) è stato un medico, veterinario e biologo danese.

## Opere
- (DA) Victor Prosch, Nogle nye cephalopoder, beskrevne og anatomisk undersogte, in Det Kongelige Danske videnskabernes selskabs skrifter. Naturvidenskabelig og mathematisk afdeling, 1849,  pp. 53-72. URL consultato l'8 novembre 2024.

| Prosch è l'abbreviazione standard utilizzata per le specie animali descritte da Victor Prosch. Categoria:Taxa classificati da Victor Prosch |